# Абель, Ирене
Ирен Абель (род. 2 февраля 1953 года, Восточный Берлин) — немецкая спортсменка по спортивной гимнастике, тренер. Серебряный призёр летних Олимпийских игр 1972 года.

## Биография
Занимаясь гимнастикой, Ирен Абель в 1968 году в семь лет выиграла юношеский турнир социалистических стран в соревнованиях на бревне. Позже тренировалась в спортивном клубе Динамо в Берлине, тренер Юрген Херитз (Heritz).
В 1971 году она была второй на чемпионате ГДР по гимнастике.
Ирен Абель принимала участие в летних Олимпийских играх 1972 года в составе команды из Восточной Германии (ГДР), где в командном первенстве завоевала серебряную медаль. Её лучшим результатом было также седьмое место в опорном прыжке. В 1974 году она выиграла ещё одну серебряную медаль на Чемпионате мира в Варне в командном первенстве. Состав команды ГДР: Ирена Авель, Heike Gerisch, Angelika Hellmann, Bärbel Röhrich, Richarda Schmeißer и Annelore Zinke.
Закончив принимать участие в соревнованиях, она работала тренером по художественной гимнастике в клубе «Динамо» в Берлине.
Тренирует свою дочь Катю (род. 1983), которая принимала участие в летних Олимпийских играх 2008 года.